# Méba-Mickaël Zézé
Méba-Mickaël Zézé (* 19. Mai 1994 in Saint-Aubin-lès-Elbeuf) ist ein französischer Leichtathlet, der sich auf den Sprint spezialisiert hat. 2016 und 2022 gewann er mit der französischen 4-mal-100-Meter-Staffel die Silbermedaille bei Europameisterschaften. Auch sein jüngerer Bruder Ryan Zézé ist als Leichtathlet aktiv.

## Sportliche Laufbahn
Erste internationale Erfahrungen sammelte Méba-Mickaël Zézé im Jahr 2011, als er bei den Jugendweltmeisterschaften nahe Lille im 100-Meter-Lauf in 10,57 s die Bronzemedaille gewann und über 200 Meter in 21,30 s den fünften Platz belegte. Zudem gewann er mit der französischen Sprintstaffel (1000 Meter) in 1:51,81 min ebenfalls sie Bronzemedaille. Anschließend wurde er beim Europäischen Olympischen Jugendfestival (EYOF) in Trabzon mit 7,26 m Fünfter im Weitsprung und siegte in 40,90 s in der 4-mal-100-Meter-Staffel. Im selben Jahr brach er auch den französischen Jugendrekord über 200 Meter (21,05 s), der zuvor von Christophe Lemaitre gehalten worden war. Im Jahr darauf schied er bei den Juniorenweltmeisterschaften in Barcelona im 200-Meter-Lauf mit 21,36 s in der ersten Runde aus und wurde in der 4-mal-100-Meter-Staffel im Vorlauf disqualifiziert. 2013 klassierte er sich bei den Junioreneuropameisterschaften in Rieti mit 21,22 s auf dem sechsten Platz über 200 Meter und wurde im Staffelbewerb in 40,07 s Vierter. Anschließend startete er mit der Staffel bei den Weltmeisterschaften in Moskau, verpasste dort aber mit 38,97 s den Finaleinzug. Daraufhin wurde er bei den Spielen der Frankophonie in Nizza in 21,56 s Fünfter über 200 Meter und gewann mit der Staffel in 38,97 s die Silbermedaille hinter dem Team aus Kanada. 2015 siegte er dann mit der Staffel in 39,36 s bei den U23-Europameisterschaften in Tallinn und im Jahr darauf siegte er in 20,49 s bei den U23-Mittelmeermeisterschaften in Tunis über 200 Meter und siegte mit der Staffel in 39,12 s. Anschließend gelangte er bei den Europameisterschaften in Amsterdam bis ins Halbfinale über 200 Meter und schied dort mit 20,81 s und gewann im Staffelbewerb in 38,38 s gemeinsam mit Marvin René, Stuart Dutamby und Jimmy Vicaut die Silbermedaille hinter dem Vereinigten Königreich. Anschließend nahm er mit der Staffel an den Olympischen Spielen in Rio de Janeiro teil, verfehlte dort aber mit 38,35 s den Finaleinzug.
Bei den IAAF World Relays 2017 auf den Bahamas belegte er in 39,83 s den fünften Platz in der 4-mal-100-Meter-Staffel und im Sommer erreichte er bei den Weltmeisterschaften in London nach 38,48 s Rang fünf. Im Jahr darauf schied er bei den Europameisterschaften in Berlin mit 20,49 s im Halbfinale über 200 Meter aus und mit der Staffel wurde er in 38,51 s Vierter. Zuvor gewann er bei den Mittelmeerspielen Tarragona in 20,78 s die Bronzemedaille über 200 Meter hinter dem Türken Ramil Guliyev und Eseosa Desalu aus Italien. Bei den IAAF World Relays 2019 in Yokohama belegte er in 38,31 s den fünften Platz und bei den Weltmeisterschaften in Doha gelangte er im Staffelbewerb bis in das Finale, konnte dort das Rennen aber nicht beenden. Bei den World Athletics Relays 2021 im polnischen Chorzów schied er mit 39,08 s im Vorlauf in der 4-mal-100-Meter-Staffel aus. Daraufhin startete er mit der Staffel bei den Olympischen Sommerspielen in Tokio und verpasste dort mit 38,18 s den Finaleinzug.
2022 wurde er bei den Weltmeisterschaften in Eugene mit der 4-mal-100-Meter-Staffel im Finale wegen eines Wechselfehlers disqualifiziert. Anschließend schied er bei den Europameisterschaften in München mit 10,21 s und 20,47 s jeweils im Halbfinale über 100 und 200 Meter aus und gewann mit der Staffel in 37,94 s gemeinsam mit Pablo Matéo, Ryan Zézé und Jimmy Vicaut die Silbermedaille hinter dem Team aus dem Vereinigten Königreich. Im Jahr darauf schied er bei den Halleneuropameisterschaften in Istanbul mit 6,64 s im Halbfinale über 60 Meter aus. Im August belegte er bei den Weltmeisterschaften in Budapest mit 38,06 s im Finale den sechsten Platz im Staffelbewerb. Bei den IAAF World Relays 2024 auf den Bahamas gewann er in 38,44 s die Bronzemedaille hinter den Teams aus den Vereinigten Staaten und Kanada und anschließend wurde er bei den Europameisterschaften in Rom in der ersten Runde über 100 Meter wegen eines Fehlstarts disqualifiziert. Im August gelangte er bei den Olympischen Sommerspielen in Paris mit 37,81 s im Finale auf den sechsten Platz im Staffelbewerb.
In den Jahren 2018 und 2022 wurde Zézé französischer Meister im 200-Meter-Lauf im Freien. Zudem wurde er 2018 Hallenmeister über 200 Meter.

## Persönliche Bestzeiten
- 100 Meter: 9,99 s (+1,6 m/s), 3. Juli 2022 in La Chaux-de-Fonds
  - 60 Meter (Halle): 6,63 s, 18. Februar 2023 in Aubière
- 200 Meter: 19,97 s (+1,2 m/s), 3. Juli 2022 in La Chaux-de-Fonds
  - 200 Meter (Halle): 20,54 s, 28. Februar 2016 in Aubière